# فانادجو
فانادجو (بالإنجليزية: Vanadjou)‏ هي منطقة سكنية تقع في جزر القمر في القمر الكبرى. يقدر عدد سكانها بـ 1,377 نسمة .